# 环城街道 (徐州市)
环城街道，是中华人民共和国江苏省徐州市鼓楼区下辖的一个乡镇级行政单位。

## 行政区划
环城街道下辖以下地区：
闸口社区、双惠社区、环城社区、煤港社区、堤北社区、华康社区、王场社区、苏电社区和朱庄社区。